# ناتالی مک‌مستر
ناتالی مک‌مستر (انگلیسی: Natalie MacMaster؛ زادهٔ ۱۳ ژوئن ۱۹۷۲) موسیقی‌دان اهل کانادا است. وی از سال ۱۹۸۹ میلادی تاکنون مشغول فعالیت بوده‌است.
وی همچنین برندهٔ جوایزی همچون رتبهٔ عضو نشان کانادا شده‌است.